# Майзель, Исаак Александрович
Исаа́к Алекса́ндрович Ма́йзель (16 апреля 1919, Веребье, Новгородская губерния — 23 февраля 2010, Санкт-Петербург) — советский, российский науковед, один из основоположников социологии науки и науковедения в СССР, доктор философских наук, профессор и заведующий кафедрой философии Санкт-Петербургского государственного морского технического университета. Автор 8 монографий и более чем 250 научных работ.

## Биография
В годы Второй мировой войны работал переводчиком в Управлении военной контрразведки.
В 1947 году закончил прерванное войной обучение на историческом и философском факультетах ЛГУ.
С 1948 по 1974 гг. преподавал на кафедре марксизма-ленинизма в Ленинградском институте водного транспорта.
С 1974 г. заведующий кафедрой Ленинградского кораблестроительного института.
Похоронен на Кладбище Памяти жертв 9-го января.

## Награды
- Орден Красной Звезды (18 ноября 1944)[1]
- Орден Отечественной войны II степени (6 апреля 1985)[5]